# ファン・ベレステイン家の一員と思われる女性の肖像
『ファン・ベレステイン家の一員と思われる女性の肖像』（ファン・ベレステインけのいちいんとおもわれるじょせいのしょうぞう、英: Portrait of a Man, probably a Member of the Van Beresteyn Family）、または『ある女性の肖像』（あるじょせいのしょうぞう、蘭: Portret van een vrouw、英: Portrait of a Woman）は、17世紀オランダ絵画黄金時代の巨匠レンブラント・ファン・レインが1632年にキャンバス上に油彩で制作した絵画である。非常に大きな石臼型のカラーを着けた女性を表しており、『ファン・ベレステイン家の一員と思われる男性の肖像』の対作品となっている。両作品は1929年にH・O・ハヴマイヤー夫人から遺贈されて以来、ニューヨークのメトロポリタン美術館に所蔵されている。

## 作品
レンブラントは、本作と対作品の『ファン・ベレステイン家の一員と思 われる男性の肖像』を結婚肖像画として制作した。ちなみにレンブラントの対作品はわずかしか現存していない。

この絵画は、1914年に研究者ホフステーデ・デ・フロートにより以下のように記述されている。
625番。ファン・ベレステイン＝フフト家の女性。ウジェーヌ・デュトュイ248番、アルフレッド・フォン・ヴルツバッハ344番、ホフステーデ・フロート83番。4分の3身体像、等身大。彼女は左を向いて立っており、ほぼ正面向きで緑がかった青色の布が掛かったテーブルに左手を置いている。彼女は中年である。金髪であるが灰色がかっている髪は顔から後方にまとめられ、後ろで小さな帽子で覆われて、バラ色のピンで留められている。切込みのある膨らんだ袖のある花模様の黒いガウンを纏っている。緑色がかった金のガードル、真珠のネックレスと腕輪、胸の上の金の鎖、首にぴったりとついている柔らかなレースのカラーの上に幅広いレースの縁のある襞襟、レースの縁のあるカフスを身に着けている。左手には、黒いダチョウの羽根の扇についた金の鎖を持っている。 冷たい光が左側から射している。本作の対作品624番の注釈を参照のこと。右側のテーブルの上に「RHL van Ryn 1632」という署名が記されている。キャンバス、縦44と1/2インチ、 横35と1/2インチ。
ウジェーヌ・デュトュイにより53ページで、フランソワ・エミール・ミシェルにより119ページ (91番、 443番) で言及されている。1884年、フフト (Vucht) のマウリク城 (Chateau Maurik) にあるベレステインィ家のコレクションにあった。

ニューヨークの故H・O・ハヴマイヤーのコレクションにある。
この絵画は、大部分のレンブラントの作品目録に記載された。最近になって、ウォルター・リートケによって真作であることに疑義が呈されたが、これはレンブラント研究プロジェクトの最新目録には反映されていない。しかし、本作はいまだにレンブラントの工房と関連づけられたまま、『ファン・ベレステイン家の一員と思われる男性の肖像』の対作品とされている。多くの試みにもかかわらず、両作品の来歴は、マウリク城からハヴマイヤーが購入した時点までしかたどれない。ホフステーデ・デ・フロートが夫の肖像の記述で触れているように、両作品は夫の家系ではなく妻の家系に継承された可能性もあり、夫妻はベレステイン家とはまったく関連がないのかもしれない。両作品の右側の壁に見られる影を考慮しつつ、両作品がほぼ同じころに制作されたと仮定すれば、夫よりずっと背が低かった妻は空間を埋めるように描かれたのかもしれない。そうであれば、彼女のカラーがかくも大きく見えることも説明されうる。

## ギャラリー

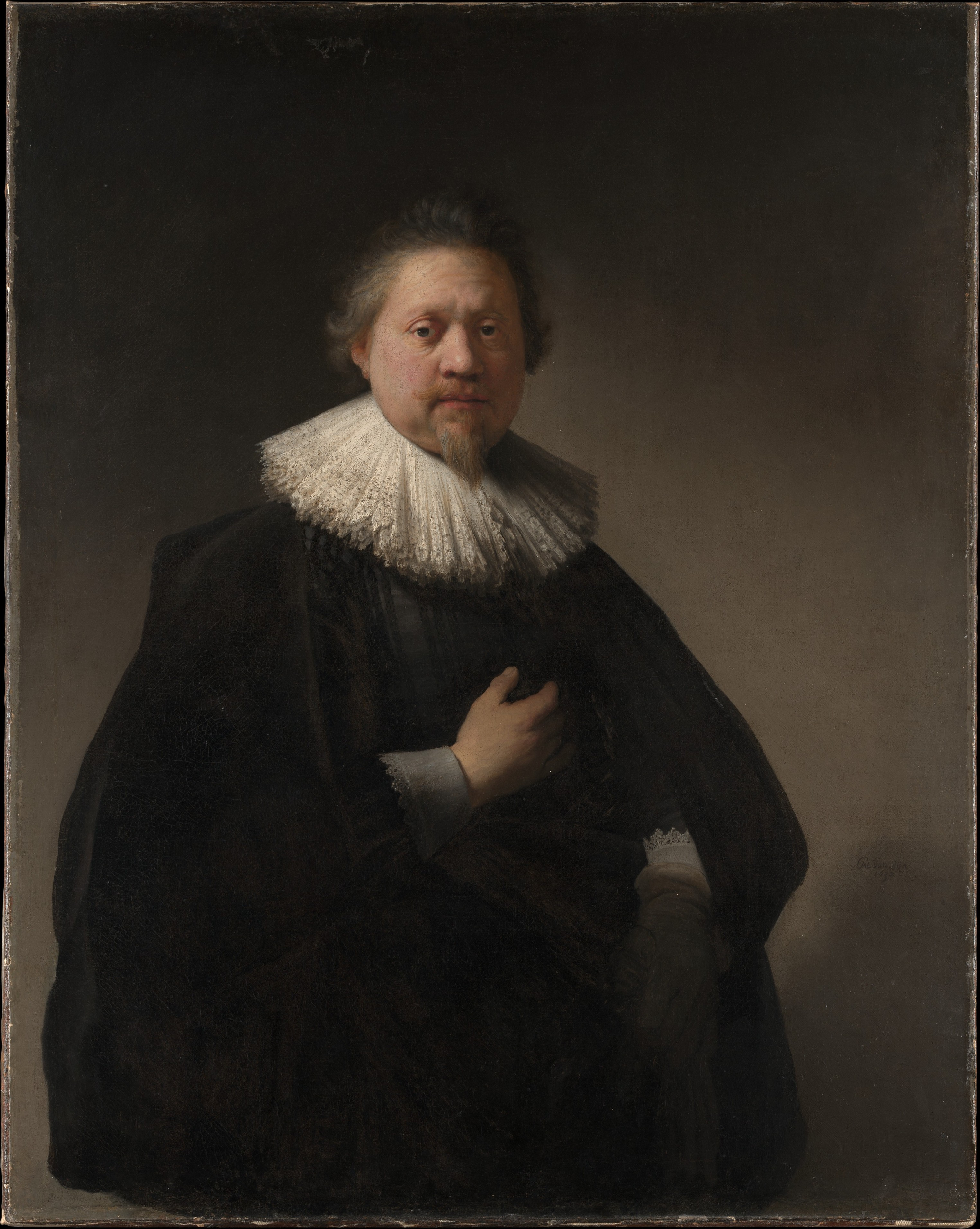
夫の肖像は左側に位置する。
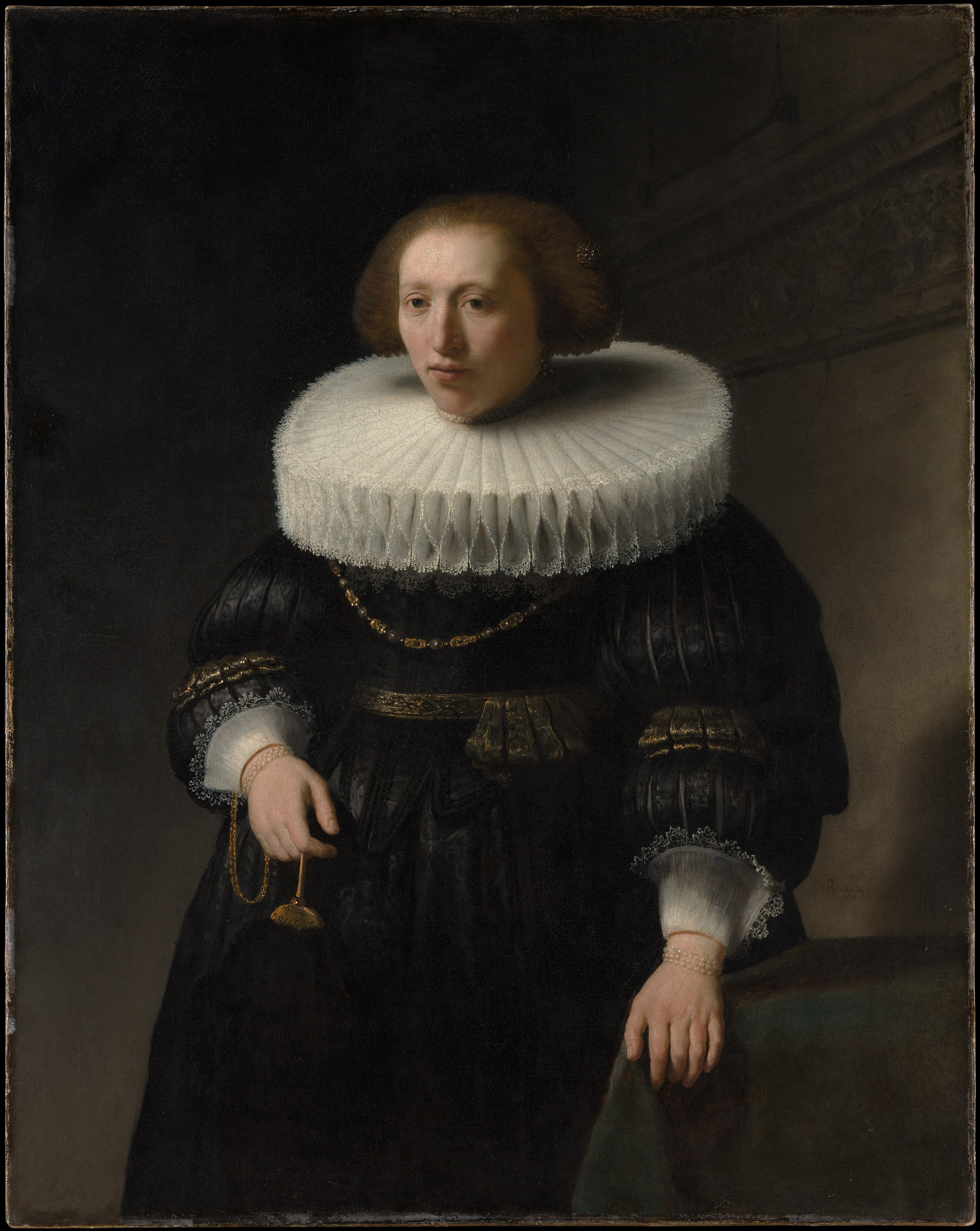
妻の肖像は右側に位置する。